# Marina City

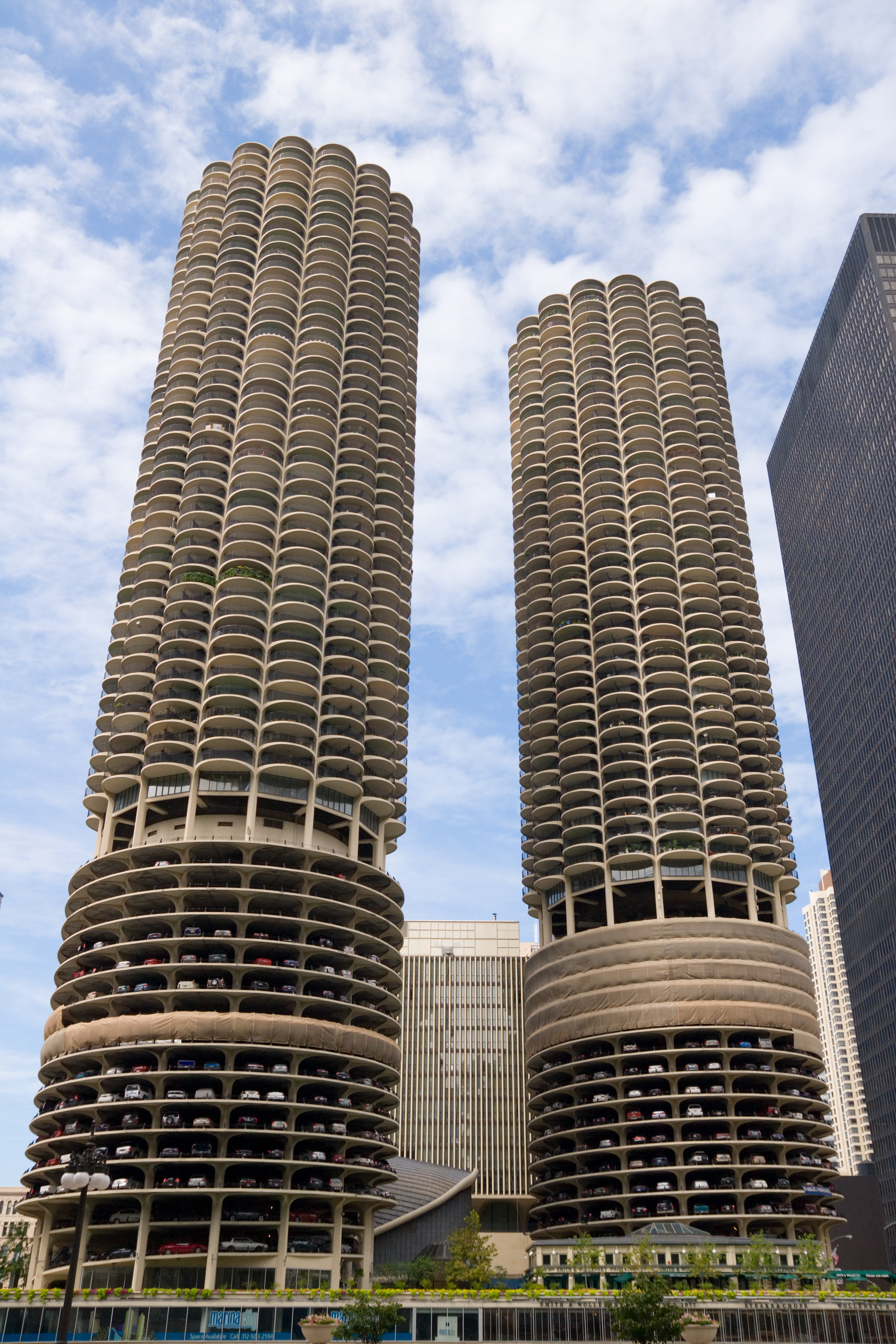
Marina City

Marina City são edifícios que se localizam em Chicago na margen do Rio Chicago e Lago Michigan.
Os edifícios do complexo Marina City são dos mais conhecidos de Chicago por causa de sua forma que lembra espigas de milho.
O Marina City abriga escritórios e residências.
O complexo é composto por duas torres de apartamentos de 65 andares, inaugurado em 1963, que incluem coberturas instalações físicas. Ele também inclui um prédio de escritórios de 10 andares (agora um hotel) inaugurado em 1964, e um edifício de auditório em forma de sela originalmente usado como um cinema. Os quatro prédios, entradas de acesso e uma pequena praça que originalmente incluía uma pista de gelo foram construídos em uma plataforma elevada ao lado do rio Chicago. Sob a plataforma, no nível do rio, há uma pequena marina para embarcações de recreio, dando às estruturas o nome delas.